# Schützenmühle (Hummeltal)
Schützenmühle ist ein Gemeindeteil der Gemeinde Hummeltal im Landkreis Bayreuth (Oberfranken, Bayern). Schützenmühle liegt in der Gemarkung Creez.

## Geografie
Die Einöde liegt an der Mistel und am Schneckengraben, der dort als rechter Zufluss in die Mistel mündet. Ein Wirtschaftsweg führt nach Creez (0,4 km nördlich) bzw. nach Neß (0,5 km südlich).

## Geschichte
Schützenmühle wurde in der ersten Hälfte des 20. Jahrhunderts auf dem Gemeindegebiet von Creez gegründet. Auf einer topographischen Karte von 1942 wurde der Ort erstmals verzeichnet. Am 1. April 1971 wurde Schützenmühle im Zuge der Gebietsreform in Bayern in die Gemeinde Hummeltal eingegliedert.

### Einwohnerentwicklung
| Jahr      | 001950 | 001961 | 001970 | 001987 | 002022 |
| Einwohner | 3      | 0      | 0      | 0      | 0      |
| Häuser    | 1      | 1      |        | 1      |        |
| Quelle    | [ 9 ]  | [ 10 ] | [ 11 ] | [ 12 ] | [ 1 ]  |

## Religion
Schützenmühle ist evangelisch-lutherisch geprägt und war ursprünglich nach St. Bartholomäus (Mistelgau) gepfarrt. Seit der zweiten Hälfte des 20. Jahrhunderts ist die Pfarrei Friedenskirche (Hummeltal) zuständig.